# Ladies Open Lugano 2018
Il Ladies Open Lugano 2018, noto anche come Samsung Open presented by Cornèr per motivi di sponsorizzazione, è stato un torneo di tennis giocato sulla terra rossa. È stata la seconda edizione del torneo che fa parte della categoria WTA International nell'ambito del WTA Tour 2018. Si è giocato allo Swiss Tennis Center di Lugano, in Svizzera, dal 9 al 15 aprile 2018. Per motivi legati al maltempo alcuni match sono stati giocati nei campi indoor del Tennis Club di Cureglia.

## Partecipanti

### Teste di serie
| Giocatrice  | Nazionalità          | Ranking* | Testa di serie |
| ----------- | -------------------- | -------- | -------------- |
| Francia     | Kristina Mladenovic  | 19       | 1              |
| Belgio      | Elise Mertens        | 20       | 2              |
| Spagna      | Carla Suárez Navarro | 23       | 3              |
| Estonia     | Anett Kontaveit      | 28       | 4              |
| Russia      | Svetlana Kuznecova   | 29       | 5              |
| Francia     | Alizé Cornet         | 37       | 6              |
| Romania     | Mihaela Buzărnescu   | 39       | 7              |
| Bielorussia | Aljaksandra Sasnovič | 49       | 8              |

* Ranking al 2 aprile 2018.

### Altre partecipanti
Le seguenti giocatrici hanno ricevuto una Wild card:
- Svetlana Kuznecova
- Jil Teichmann
- Stefanie Vögele

Le seguenti giocatrici sono passate dalle qualificazioni:

- Richèl Hogenkamp
- Alexandra Cadanțu
- Danka Kovinić
- Vera Lapko
- Kathinka von Deichmann
- Tamara Korpatsch

La seguente giocatrice è entrata in tabellone come lucky loser:
- Magdalena Fręch

## Ritiri
Prima del torneo
- Timea Bacsinszky → sostituita da  Polona Hercog
- Kiki Bertens → sostituita da  Mandy Minella
- Dominika Cibulková → sostituita da  Kristýna Plíšková
- Sorana Cîrstea → sostituita da  Hsieh Su-wei
- Anna-Lena Friedsam → sostituita da  Julija Putinceva
- Kateryna Kozlova → sostituita da  Laura Siegemund
- Maria Sakkarī → sostituita da  Kirsten Flipkens
- Carla Suárez Navarro → sostituita da  Arantxa Rus

Durante il torneo
- Kristina Mladenovic
- Laura Siegemund

## Punti e montepremi
| Torneo    | Torneo              | V      | F      | SF     | QF    | 2T    | 1T    | Q  | Q2    | Q1  |
| Singolare | Punti               | 280    | 180    | 110    | 60    | 30    | 1     | 18 | 12    | 1   |
| Singolare | Premi in denaro ($) | 43.000 | 21.400 | 11.500 | 6.175 | 3.400 | 2.100 | –  | 1.020 | 600 |
| Doppio    | Punti               | 280    | 180    | 110    | 60    | –     | 1     | –  | –     | –   |
| Doppio    | Premi in denaro ($) | 12.300 | 6.400  | 3.435  | 1.820 | –     | 960   | –  | –     | –   |

## Campionesse

### Singolare
Elise Mertens ha battuto in finale  Aryna Sabalenka con il punteggio di 7-5, 6-2.
- È il terzo titolo in carriera per la Mertens, il secondo della stagione.

### Doppio
Kirsten Flipkens /  Elise Mertens hanno battuto in finale  Vera Lapko /  Aryna Sabalenka con il punteggio di 6-1, 6-3.